# جوسيف فينكلر (كاتب)
جوسيف فينكلر (بالألمانية: Josef Winkler)‏ هو كاتب نمساوي، ولد في 3 مارس 1953 في Paternion ‏ في النمسا.

## وصلات خارجية
- جوسيف فينكلر على موقع IMDb (الإنجليزية)
- جوسيف فينكلر على موقع مونزينجر (الألمانية)
- جوسيف فينكلر على موقع ديسكوغز (الإنجليزية)